# 香河站 (慈江道)
香河站（韓語：향하역）是朝鮮民主主義人民共和國慈江道长江郡香河里的一個鐵路車站，属于江界线。

## 邻近车站
江界线
東部站 - 香河站 - 胜芳下里站